# Moto Guzzi Trotter-serie
De Moto Guzzi Trotter was een bromfiets die door Moto Guzzi werd geproduceerd van 1966 tot 1973 in verschillende uitvoeringen.

## Voorgeschiedenis
Net zoals de meeste Europese motorfietsmerken was Moto Guzzi in de tweede helft van de jaren vijftig in woelig vaarwater gekomen. De motorfietsverkopen kelderden door de opkomst van de kleine auto en de scooter. In 1963 was de Moto Guzzi Dingo geïntroduceerd, een bromfiets die erg goed werd verkocht. Maar alle uitvoeringen van de Dingo waren toen nog schakelbromfietsen en men onderkende de behoefte aan een bromfiets die het rijden reduceerde tot gas geven en remmen. Door dit eenvoudige principe zouden dames, maar ook minder technische heren en mensen zonder rijbewijs tot de klanten gaan behoren. In 1966 bevond Moto Guzzi zich in een overgangsfase: de oude directie werd vervangen door de curator van de banken en het vastgoedbedrijf IMI (Instituto Mobiliare Italiano). In februari 1966 had die het bedrijf overgenomen en in het voorjaar verscheen de eerste versie van de Trotter.

## Trotter
De Trotter moest eenvoudig te bedienen en vooral goedkoop zijn. De basisuitvoering van de Dingo kostte 80.000 Italiaanse lire, de Trotter slechts 54.000 lire. Er was dan ook aan alle kanten bezuinigd. De Trotter had geen enkele vorm van vering. Het rijwindgekoelde tweetaktmotortje mat slechts 40,9 cc en daarmee kon een snelheid van ongeveer 36 km per uur gehaald worden. Het motortje was aan het frame gehangen met silent blocks om de trillingen te elimineren. De cilinder helde iets naar voren. Dankzij de centrifugaalkoppeling hoefde er niet geschakeld te worden, maar toch waren er twee versnellingen aan boord. Dat was nuttig in de bergachtige gebieden, want in de normale (tweede) versnelling zou het bromfietsje problemen krijgen met het beklimmen van hellingen. Daarom kon onder zware omstandigheden de eerste versnelling ingeschakeld worden. De Trotter moest met de pedalen gestart worden. Daarom zat er aan de rechterkant een aanfietsketting. De normale aandrijfketting zat aan de linkerkant. Ook het rijwielgedeelte was eenvoudig: een kokerbalk van plaatstaal liep van het balhoofd naar de trapperas en van daar uit liep een tweede balk weer omhoog om het zadel te ondersteunen. Het benzinetankje hing onder de voorste kokerbalk vlak achter het balhoofd. De motor was zo veel mogelijk ingekapseld in kunststof. De Trotter was in één kleur gespoten, maar het was de eerste Moto Guzzi in de geschiedenis waarbij klanten de kleur konden kiezen.

## Trotter VIP
De Trotter VIP werd eind 1967 geïntroduceerd. In feite was die identiek aan de originele Trotter, maar en vlottere kleuren gespoten. Dit model kostte 55.800 lire.

## Trotter Super
Ook de Trotter Super verscheen eind 1967. Dit model was voorzien van een geveerde telescoopvork aan de voorkant.

## Trotter Special 1 (Special M)
In 1969 werd de motor gewijzigd: de cilinder kwam horizontaal te liggen en er kwam een primaire aandrijving met een v-snaar. De Special 1, die al snel werd omgedoopt tot Special M, kreeg een automatische koppeling en een schommelvoorvork.

## Trotter Special 2 (Special V)
De Trotter Special 2 kreeg al snel de nieuwe naam Special V. Dit model had een traploze automatische transmissie, die werkte zoals een variomatic.

## Trotter Mark 1 (Mark M) en Trotter Mark 2 (Mark V)
Ook de Mark 1 en Mark 2 kregen al snel nieuwe namen. Deze beide modellen hadden een swingarm achtervork met hydraulische schokdempers. De Mark M had de automatische koppeling die ook de Special M had, de Mark V de traploze automatische transmissie van de Special V.

## Technische gegevens
| Moto Guzzi             | Trotter                         | Trotter VIP                     | Trotter Super                   | Trotter Special 1 (Special M)        | Trotter Special 2 (Special V)        | Trotter Mark 1 (Mark M)              | Trotter Mark 2 (Mark V)              |
| ---------------------- | ------------------------------- | ------------------------------- | ------------------------------- | ------------------------------------ | ------------------------------------ | ------------------------------------ | ------------------------------------ |
| Periode                | 1966-1969                       | 1969-1973                       | 1969-1973                       | 1970-1973                            | 1970-1973                            | 1970-1973                            | 1970-1973                            |
| Categorie              | Bromfiets                       | Bromfiets                       | Bromfiets                       | Bromfiets                            | Bromfiets                            | Bromfiets                            | Bromfiets                            |
| Motortype              | Tweetaktmotor                   | Tweetaktmotor                   | Tweetaktmotor                   | Tweetaktmotor                        | Tweetaktmotor                        | Tweetaktmotor                        | Tweetaktmotor                        |
| Bouwwijze              | Dwarsgeplaatste 25° eencilinder | Dwarsgeplaatste 25° eencilinder | Dwarsgeplaatste 25° eencilinder | Dwarsgeplaatste liggende eencilinder | Dwarsgeplaatste liggende eencilinder | Dwarsgeplaatste liggende eencilinder | Dwarsgeplaatste liggende eencilinder |
| Cilinder               | Aluminium                       | Aluminium                       | Aluminium                       | Aluminium                            | Aluminium                            | Aluminium                            | Aluminium                            |
| Cilinderkop            | Aluminium                       | Aluminium                       | Aluminium                       | Aluminium                            | Aluminium                            | Aluminium                            | Aluminium                            |
| Carburateur            | Dell'Orto SHA 14.9              | Dell'Orto SHA 14.9              | Dell'Orto SHA 14.9              | Dell'Orto SHA 14.9                   | Dell'Orto SHA 14.9                   | Dell'Orto SHA 14.9                   | Dell'Orto SHA 14.9                   |
| Ontsteking             | Vliegwielmagneet                | Vliegwielmagneet                | Vliegwielmagneet                | Vliegwielmagneet                     | Vliegwielmagneet                     | Vliegwielmagneet                     | Vliegwielmagneet                     |
| boring                 | 37 mm                           | 37 mm                           | 37 mm                           | 37 mm                                | 37 mm                                | 37 mm                                | 37 mm                                |
| slag                   | 38 mm                           | 38 mm                           | 38 mm                           | 38 mm                                | 38 mm                                | 38 mm                                | 38 mm                                |
| Cilinderinhoud         | 40,9 cc                         | 40,9 cc                         | 40,9 cc                         | 40,9 cc                              | 40,9 cc                              | 40,9 cc                              | 40,9 cc                              |
| Smeersysteem           | Mengsmering 50:1                | Mengsmering 50:1                | Mengsmering 50:1                | Mengsmering 50:1                     | Mengsmering 50:1                     | Mengsmering 50:1                     | Mengsmering 50:1                     |
| Compressieverhouding   | 7,5:1                           | 7,5:1                           | 7,5:1                           | 7,5:1                                | 7,5:1                                | 7,5:1                                | 7,5:1                                |
| Max. Vermogen          | 1,2 pk bij 5.000 tpm            | 1,2 pk bij 5.000 tpm            | 1,2 pk bij 5.000 tpm            | 1,2 pk bij 5.000 tpm                 | 1,2 pk bij 5.000 tpm                 | 1,2 pk bij 5.000 tpm                 | 1,2 pk bij 5.000 tpm                 |
| Topsnelheid            | ca. 36 km/h                     | ca. 36 km/h                     | ca. 36 km/h                     | ca. 36 km/h                          | ca. 36 km/h                          | ca. 36 km/h                          | ca. 36 km/h                          |
| Primaire aandrijving   | Tandwielen                      | Tandwielen                      | Tandwielen                      | V-snaar                              | V-snaar                              | V-snaar                              | V-snaar                              |
| Koppeling              | Centrifugaalkoppeling           | Centrifugaalkoppeling           | Centrifugaalkoppeling           | Centrifugaalkoppeling                | Centrifugaalkoppeling                | Centrifugaalkoppeling                | Centrifugaalkoppeling                |
| Versnellingen          | 2 Voorkeuze                     | 2 Voorkeuze                     | 2 Voorkeuze                     | 1 Automatisch                        | Traploze variomatic                  | 1 Automatisch                        | Traploze variomatic                  |
| Secundaire aandrijving | Ketting                         | Ketting                         | Ketting                         | Ketting                              | Ketting                              | Ketting                              | Ketting                              |
| frame                  | Ruggengraatframe                | Ruggengraatframe                | Ruggengraatframe                | Ruggengraatframe                     | Ruggengraatframe                     | Ruggengraatframe                     | Ruggengraatframe                     |
| Wielbasis              | 1.035 mm                        | 1.035 mm                        | 1.035 mm                        | 1.035 mm                             | 1.035 mm                             | 1.035 mm                             | 1.035 mm                             |
| Vering vóór            | Star                            | Star                            | Telescoopvork                   | Schommelvoorvork                     | Schommelvoorvork                     | Schommelvoorvork                     | Schommelvoorvork                     |
| Vering achter          | Star                            | Star                            | Star                            | Star                                 | Star                                 | Swingarm met schokdempers            | Swingarm met schokdempers            |
| Wielen                 | 16" × 1,20                      | 16" × 1,20                      | 16" × 1,20                      | 16" × 1,20                           | 16" × 1,20                           | 16" × 1,20                           | 16" × 1,20                           |
| Banden                 | 16" × 2,00                      | 16" × 2,00                      | 16" × 2,00                      | 16" × 2,00                           | 16" × 2,00                           | 16" × 2,00                           | 16" × 2,00                           |
| Rem(men)               | Trommelrem vóór en achter       | Trommelrem vóór en achter       | Trommelrem vóór en achter       | Trommelrem vóór en achter            | Trommelrem vóór en achter            | Trommelrem vóór en achter            | Trommelrem vóór en achter            |
| Gewicht                | 35 kg                           | 35 kg                           | 35 kg                           | 35 kg                                | 35 kg                                | 35 kg                                | 35 kg                                |
| Tankinhoud             | 2,5 Liter                       | 2,5 Liter                       | 2,5 Liter                       | 2,5 Liter                            | 2,5 Liter                            | 2,5 Liter                            | 2,5 Liter                            |